# Marathon de Chicago 2017
 (mai 2025).
Navigation
Édition 2016 Édition 2018
Le Marathon de Chicago 2017 est la 40e édition du Marathon de Chicago, aux États-Unis, qui a lieu le dimanche 8 octobre 2017. C'est le cinquième des World Marathon Majors à avoir lieu en 2017. L'Américain Galen Rupp remporte la course masculine avec un temps de 2 h 9 min 20 s. L'Éthiopienne Tirunesh Dibaba s'impose chez les femmes en 2 h 18 min 30 s.

## Résultats

### Hommes
| Rang               | Athlète               | Nationalité | Temps           |
| ------------------ | --------------------- | ----------- | --------------- |
| Médaille d'or      | Galen Rupp            | États-Unis  | 2 h 09 min 20 s |
| Médaille d'argent  | Abel Kirui            | Kenya       | 2 h 09 min 48 s |
| Médaille de bronze | Bernard Kipyego       | Kenya       | 2 h 10 min 23 s |
| 4                  | Sisay Lemma           | Éthiopie    | 2 h 11 min 01 s |
| 5                  | Stephen Sambu         | Éthiopie    | 2 h 11 min 07 s |
| 6                  | Kohei Matsumura       | Japon       | 2 h 11 min 46 s |
| 7                  | Ezekiel Kiptoo Chebii | Kenya       | 2 h 12 min 12 s |
| 8                  | Zersenay Tadese       | Érythrée    | 2 h 12 min 19 s |
| 9                  | Chris Derrick         | États-Unis  | 2 h 12 min 50 s |
| 10                 | Michael Shelley       | Australie   | 2 h 12 min 52 s |

### Femmes
| Rang               | Athlète            | Nationalité | Temps           |
| ------------------ | ------------------ | ----------- | --------------- |
| Médaille d'or      | Tirunesh Dibaba    | Éthiopie    | 2 h 18 min 30 s |
| Médaille d'argent  | Brigid Kosgei      | Kenya       | 2 h 20 min 22 s |
| Médaille de bronze | Jordan Hasay       | États-Unis  | 2 h 20 min 57 s |
| 4                  | Madaí Pérez        | Mexique     | 2 h 24 min 44 s |
| 5                  | Valentine Kipketer | Kenya       | 2 h 28 min 05 s |
| 6                  | Lisa Weightman     | Australie   | 2 h 28 min 45 s |
| 7                  | Maegan Krifchin    | États-Unis  | 2 h 33 min 46 s |
| 8                  | Alia Gray          | États-Unis  | 2 h 34 min 25 s |
| 9                  | Taylor Ward        | États-Unis  | 2 h 35 min 27 s |
| 10                 | Becky Wade         | États-Unis  | 2 h 35 min 46 s |

### Fauteuils roulants (hommes)
| Rang               | Athlète              | Nationalité | Temps           |
| ------------------ | -------------------- | ----------- | --------------- |
| Médaille d'or      | Marcel Hug           | Switzerland | 1 h 29 min 23 s |
| Médaille d'argent  | Kurt Fearnley        | Australia   | 1 h 30 min 24 s |
| Médaille de bronze | Jordi Madera Jiménez | Spain       | 1 h 30 min 25 s |

### Fauteuils roulants (femmes)
| Rang               | Athlète          | Nationalité   | Temps           |
| ------------------ | ---------------- | ------------- | --------------- |
| Médaille d'or      | Tatyana McFadden | United States | 1 h 39 min 15 s |
| Médaille d'argent  | Amanda McGrory   | United States | 1 h 39 min 15 s |
| Médaille de bronze | Manuela Schär    | Switzerland   | 1 h 39 min 17 s |